# Cavafe
Carlos Alberto Vázquez Fernández
Pour les articles homonymes, voir Vázquez et Fernández.
Cavafe, de son nom complet Carlos Alberto Vázquez Fernández, né le 25 avril 1999 à La Havane, est un footballeur international cubain jouant au poste de défenseur central au FC Dornbirn.

## Biographie
Né à La Havane, capitale de Cuba, Cavafe déménage en Espagne avec sa famille à l'âge de trois ans en raison du travail de sa famille. Il grandit alors entre Madrid et sa périphérie, où il fréquente le club du quartier de Canillas, rejoignant ensuite l'académie de l'Atlético de Madrid,,.

### Parcours en club
En 2018, il évolue en Tercera División avec le club de San Fernando de Henares, jouant en tout 16 matchs avec le club de la banlieue madrilène, avant de rejoindre l'Agrupación Deportiva Alcorcón, qui évolue en deuxième division espagnole,.
Il est prêté une première année en troisième division à l'Unionistas de Salamanca, dans une saison 2019-2020 tronquée par la Covid-19, avant d'enchainer avec un autre prêt dans le même championnat, chez le CDA Navalcarnero. Avec le club de Navalcarnero, il fait partie des titulaires lors de l'exploit en Copa de Rey du 17 janvier 2021, où son club élimine les pensionnaires de Liga du SD Eibar.

### Parcours en sélection
En mars 2021, il fait partie d'une sélection cubaine historique qui vient tout juste de s'ouvrir pleinement à l'intégration des joueurs de clubs étrangers,,. Le 24 mars 2021, il fait ses débuts avec l'équipe cubaine lors d'une défaite 0-1 contre le Guatemala.

## Style de jeu
Défenseur central de formation, il développe dès son passage à l'Atlético une polyvalence avec le poste d'arrière droit.